# Lilium poilanei
Lilium poilanei är en liljeväxtart som beskrevs av François Gagnepain. Lilium poilanei ingår i släktet liljor, och familjen liljeväxter. Inga underarter finns listade.